# Drexler Miksa
Drexler Miksa, más formában  Drechsler Miksa (Tabajd, 1883. október 23. – ?, 1970) temesvári főrabbi, egyházi író.

## Élete
1903 és 1908 között a Budapesti Rabbiképző növendéke volt. Oxfordban irodalmi kutatásokat végzett. 1906-ban avatták Budapesten bölcsészdoktorrá, 1909-ben rabbivá. Ugyanebben az esztendőben Szarvasra került, de itteni rabbiállásában csak egy évig működött. 1910-től temesvári főrabbi volt.

## Művei
Az aszketizmus állása a zsidó vallásos irodalomban c. műve Budapesten jelent meg. 1906. Cikkeit a Magyar Zsidó Almanach, a Múlt és Jövő, a Temesvári Hírlap és a Neue Zeit közölte.

## Emlékezete
A finnugor nyelvrokonságot tagadók gyakran a nevéhez kapcsolnak egy idézetet, amely szerint a zsidóság, osztrák ügynökökkel együttműködve, tevékenyen közreműködött a szkíta-hun rokonság eltitkolásában. Az idézet helyét az 1910-ben kiadott emlékirataiban jelölik meg. A valóság ezzel szemben az, hogy Dreschler Miksa nem adott ki 1910-ben emlékiratokat, az ominózus mondatok valószínűleg egy Szathkányi Attila nevű szerző 2003-ban publikált hamisítványa.